# Bures-en-Bray
Bures-en-Bray is een gemeente in het Franse departement Seine-Maritime (regio Normandië) en telt 266 inwoners (1999). De plaats maakt deel uit van het arrondissement Dieppe.

## Geografie
De oppervlakte van Bures-en-Bray bedraagt 11,0 km², de bevolkingsdichtheid is 24,2 inwoners per km².
De onderstaande kaart toont de ligging van Bures-en-Bray met de belangrijkste infrastructuur en aangrenzende gemeenten.

## Demografie
Onderstaande figuur toont het verloop van het inwonertal (bron: INSEE-tellingen).